# Operation Anthropoid

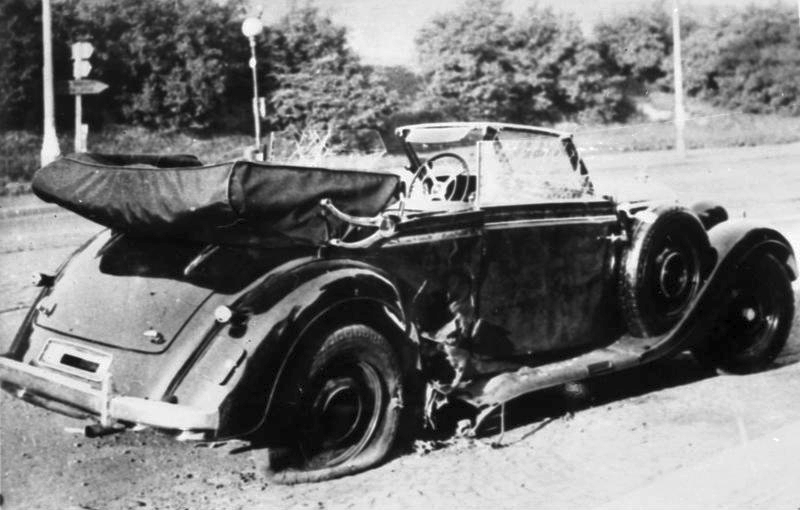
Heydrichs Wagen Mercedes-Benz W 142 nach dem Attentat vom 27. Mai 1942

Operation Anthropoid war der Codename für das Attentat auf Reinhard Heydrich am 27. Mai 1942 in Prag. Dies sowie das Attentat auf den SS-Hauptsturmführer August Gölzer waren die zwei einzigen erfolgreichen Anschläge auf führende Nationalsozialisten in der deutsch besetzten Tschechoslowakei. Jan Kubiš und Jozef Gabčík, zwei Unteroffiziere der tschechoslowakischen Exilarmee, waren im Rahmen einer Kommandoaktion aus England in ihre Heimat eingeschleust worden, um Heydrich zu töten. Dieser war nicht nur Stellvertretender Reichsprotektor im sogenannten Protektorat Böhmen und Mähren und Repräsentant des Deutschen Reichs in der besetzten Tschechoslowakei. Als Leiter des Reichssicherheitshauptamts und damit der Gestapo war er zugleich der entscheidende Organisator der sogenannten Endlösung der Judenfrage, somit einer der Hauptverantwortlichen für die Verfolgung und Ermordung der Juden in dem vom NS-Regime besetzten Europa.
Die Operation war seit 1941 vom tschechoslowakischen militärischen Nachrichtendienst der Exilregierung in London unter František Moravec und der britischen Special Operations Executive (SOE) geplant worden. Im Dezember 1941 sprangen Kubiš, Gabčík und weitere Widerstandskämpfer mit Fallschirmen in der Nähe von Prag ab. Nach dem Attentat wurden beide zusammen mit fünf Unterstützern verraten und in ihrem Versteck in der Prager St.-Cyrill-und-Method-Kirche entdeckt. Nachdem 350 SS-Männer sie in der Krypta eingekesselt hatten, kam es zu einem mehrstündigen Feuergefecht. Um der Festnahme zu entgehen, begingen die vier letzten überlebenden Widerstandskämpfer Suizid.
Nach dem Tod Heydrichs begingen die Nationalsozialisten massive Racheakte an der tschechoslowakischen Zivilbevölkerung: Im Massaker von Lidice am 9./10. Juni 1942 sowie bei der vollständigen Zerstörung der Ortschaft Ležáky wurde die gesamte männliche Bevölkerung sowie ein Großteil der Frauen und Kinder ermordet.

## Hintergrund

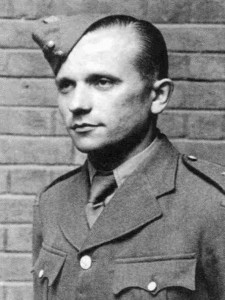
Jozef Gabčík (1912–1942)

Nach dem Einmarsch der Wehrmacht und damit der Zerschlagung der Tschechoslowakei war ein Teil der tschechischen Regierung nach England geflohen. In London etablierte der ehemalige Präsident Edvard Beneš eine Exilregierung, die zur Festigung des Ansehens in ihrer besetzten Heimat Sabotageakte durchführen ließ. Hierzu wurden von den Briten tschechische und slowakische Soldaten ausgebildet, die nachts mit Fallschirmen über dem besetzten Gebiet absprangen. Die Agenten sollten Kontakt zum tschechischen Untergrund aufnehmen und Aktionen wie Sprengungen von Fabrikanlagen und Aufstellung von Funkpeilsendern zur Orientierung für alliierte Bomber durchführen. Da aber das Überwachungssystem und der Druck der deutschen Besatzer auf die tschechische Bevölkerung unterschätzt wurden, blieben die Aktionen meist erfolglos.
Neben seiner Funktion als SS-Obergruppenführer und General der Polizei stand Heydrich ab September 1939 auch dem Reichssicherheitshauptamt (RSHA) vor. Im Oktober 1941 wurde er Stellvertretender Reichsprotektor in Böhmen und Mähren und war damit zuständig für die brutale Verfolgung des tschechoslowakischen Widerstands. Die damit verbundene Repressionswelle trug ihm bei der lokalen Bevölkerung den Beinamen Schlächter von Prag bzw. Henker von Prag ein.
In den Wochen vor dem Anschlag war der tschechische Widerstand erstarkt. Heydrich, der seit September 1941 beschönigende Berichte hierzu an Martin Bormann geschickt hatte, räumte in einem Schreiben an Bormann am 19. Mai 1942 erstmals ein, dass sich die Lage im Protektorat verschlechtert habe, und sagte auf einer Pressekonferenz in Prag am 26. Mai 1942, einen Tag vor dem Überfall:

„Ich spüre und sehe, daß die ausländische Propaganda und die defaitistische und deutschfeindliche Flüsterpropaganda im Raum wieder erheblich am Zunehmen ist. […] Auch die kleinen Sabotageakte, die weniger Schaden tun als einen oppositionellen Geist demonstrieren sollen, haben zugenommen.“

Der Deckname (Anthropoid, altgriechisch für „menschenähnlich“) bezog sich auf die wissenschaftliche Säugetier-Bezeichnung Anthropoidea für höhere Primaten, also Herrentiere oder menschenähnliche Affen. Er war zugleich, bewusst oder unbewusst, eine ironische Anspielung auf die NS-Rassenlehre des „Herrenmenschen“, als dessen Verkörperung Heydrich galt.

## Unternehmung

### Planung

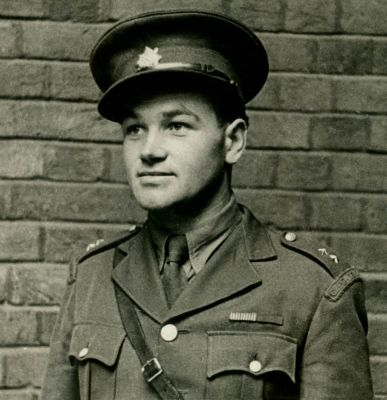
Jan Kubiš (1913–1942)

Die Vorbereitungen mit dem britischen SOE für das Unternehmen begannen am 20. Oktober 1941. Für die Operation wurden zwei Männer ausgewählt, die beide Landesteile der Tschechoslowakei repräsentierten, der slowakische Warrant Officer Jozef Gabčík und der tschechische Staff Sergeant Karel Svoboda. Während des Trainings zog sich letzterer eine Kopfverletzung zu und wurde durch den Tschechen Jan Kubiš ersetzt. Wegen seines späten Einstiegs konnte Kubiš sein Kampftraining nicht beenden. Zudem gelang es nicht, ihm die für den Fall einer Polizeikontrolle in der besetzten Tschechoslowakei nötigen Papiere zu beschaffen.

### Absprung über Böhmen
Gabčík und Kubiš erreichten am 29. Dezember 1941 um 2:24 Uhr mit einer Halifax der 138. Sonderstaffel der Royal Air Force den tschechoslowakischen Luftraum und sprangen ab. Sie wurden von sieben weiteren Angehörigen der Exilarmee, die andere Operationen im deutschen Hinterland ausführen sollten, begleitet. Gabčík und Kubiš sprangen bei Nehvizdy in der Nähe von Prag ab. Der ursprüngliche Zielort Pilsen wurde wegen Orientierungsschwierigkeiten der Piloten nicht erreicht, so dass die beiden Fallschirmspringer die Stadt selbständig aufsuchen mussten, um den örtlichen Widerstand zu kontaktieren. Von dort aus reisten sie weiter nach Prag.

### Attentat in Prag
Am 27. Mai 1942 um 10:30 Uhr brach Heydrich mit seinem Dienstwagen, einem Mercedes-Benz mit geöffnetem Verdeck, von seinem Anwesen in Panenské Břežany zur Prager Burg auf. Gabčík und Kubiš bezogen Stellung an einer Straßenbahnhaltestelle in Libeň, Praha 8, in der Nähe des Bulowka-Krankenhauses. Diese lag an einer Kurve, in der Heydrichs Fahrer, SS-Oberscharführer Johannes Klein, abbremsen musste.
Als der Wagen in die Kurve einbog, stellte sich Gabčík auf die Straße und versuchte mit seiner Sten Gun zu feuern, die aber wegen einer Ladehemmung versagte. Heydrich ließ anhalten, um seinerseits auf Gabčík zu feuern. Daraufhin warf Kubiš eine modifizierte Anti-Panzer-Granate auf den Wagen, verfehlte jedoch den Innenraum. Die Explosion zerstörte den hinteren rechten Radkasten. Splitter verletzten Kubiš selbst, durchdrangen aber auch die Polster der Wagensitze und trafen, vermischt mit Metall und Fasern, Heydrichs Körper.

#### Weitere Angehörige des Kommandos
- Josef Bublík
- Jan Hrubý
- Adolf Opálka
- Jaroslav Švarc
- Josef Valčík

### Tod Heydrichs

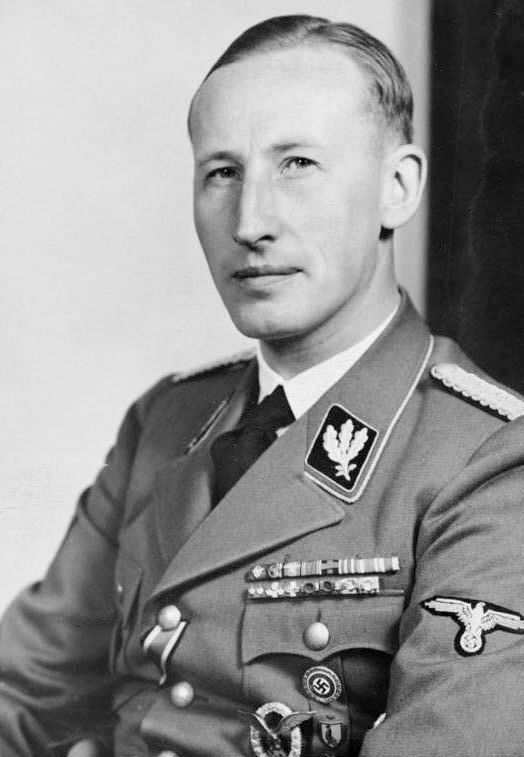
Reinhard Heydrich (1940)

Der schwer verletzte Heydrich wurde nach dem Anschlag ins Bulowka-Krankenhaus gebracht, das nur 250 Meter entfernt war. Dort operierte ihn Josef Hohlbaum, Chef der Chirurgie an der Karls-Universität in Prag, unter der Assistenz von Walter Dick, welcher der Chirurgie des Krankenhauses vorstand. Die Ärzte retteten den kollabierten linken Lungenflügel, entfernten Bruchstücke der zerbrochenen elften Rippe und nähten das zerrissene Zwerchfell Heydrichs. Seine Milz hingegen musste entfernt werden. Sie war von einem Granatsplitter und durch Material der Polsterung getroffen worden. Die einstündige Operation verlief ohne Komplikationen. Heydrichs direkter Vorgesetzter, Reichsführer SS Heinrich Himmler, entsandte nach Bekanntwerden der Ereignisse seinen persönlichen Leibarzt Karl Gebhardt nach Prag. Dieser traf noch am selben Abend ein. Am 29. Mai befand sich Heydrich komplett in der Obhut von SS-Ärzten. Auch Adolf Hitlers Leibarzt Theo Morell und Ferdinand Sauerbruch boten ihre Hilfe an. Im Zusammenhang mit der allgemeinen postoperativen Behandlung bekam Heydrich nun eine große Menge Morphium verabreicht. Morell war hingegen der Meinung, dass man dem Patienten Antibiotika (Sulfonamide) verabreichen müsse. Zunächst schien sich Heydrichs Zustand zu verbessern, doch am 3. Juni trat eine plötzliche Verschlechterung mit hohem Fieber und einer Blutvergiftung aufgrund einer Bauchfellentzündung ein, die wahrscheinlich durch nicht erkannte Partikel der Polsterung des Wagens, die in die Bauchhöhle gelangt waren, verursacht wurde. Wäre Penicillin eingesetzt worden, das aber nicht zur Verfügung stand, „hätte Heydrich wohl überlebt“. Er glitt ins Koma und starb am 4. Juni 1942 um 4:30 Uhr.
Eine Studie im Jahre 2012 kommt zu dem Schluss, dass die genaue Todesursache bis heute noch nicht abschließend geklärt ist. Danach ist die bislang häufig vertretene medizinische These, Heydrich sei an Gasbrand gestorben, als einzige medizinische Ursache nach heutigem Wissensstand nicht haltbar.

## Der Tod der beteiligten Soldaten und Widerstandskämpfer

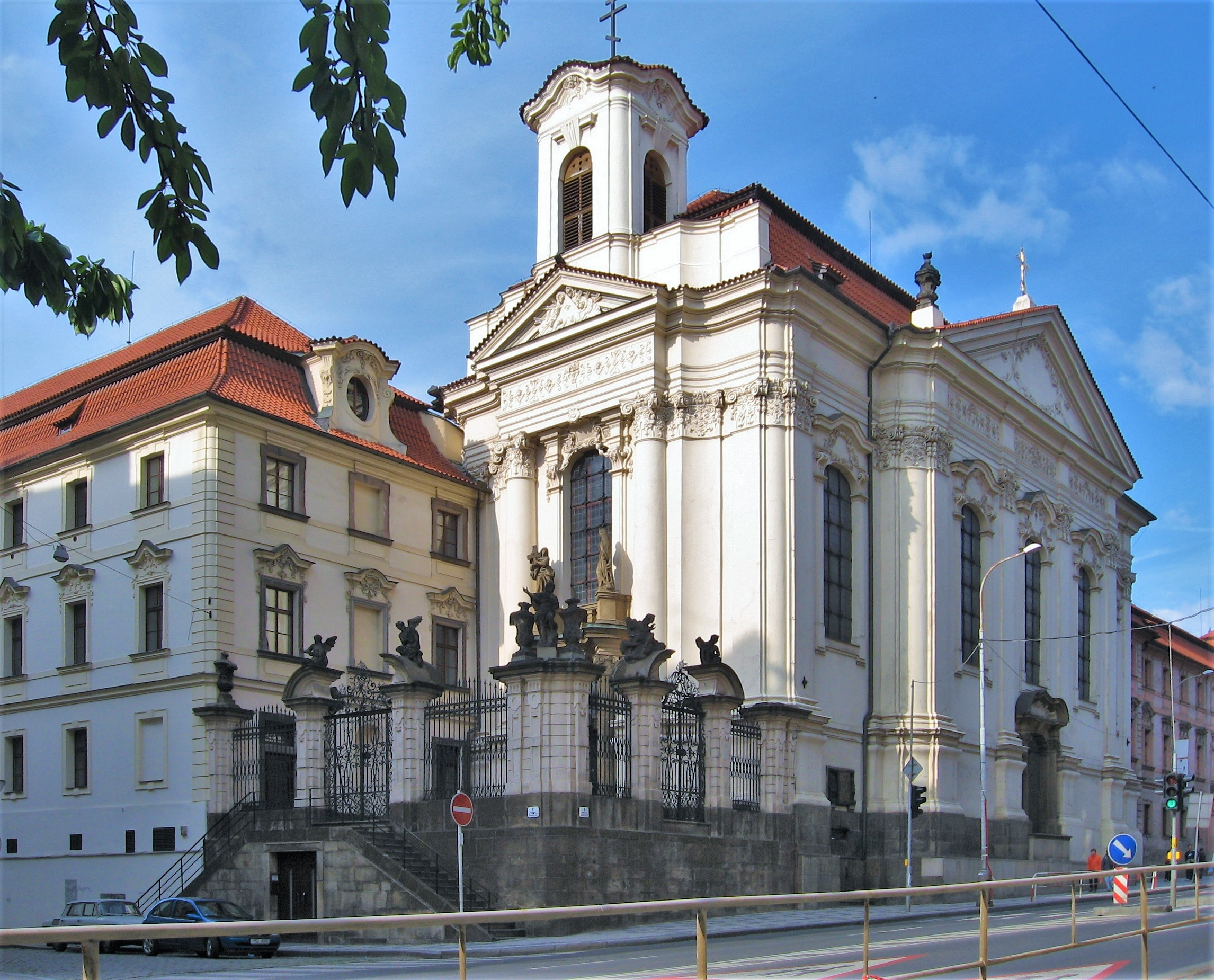
Letztes Versteck der Kämpfer: die Prager Kirche St. Cyrill u. Method, in der sich die Attentäter verschanzten (Fotografie 2018)

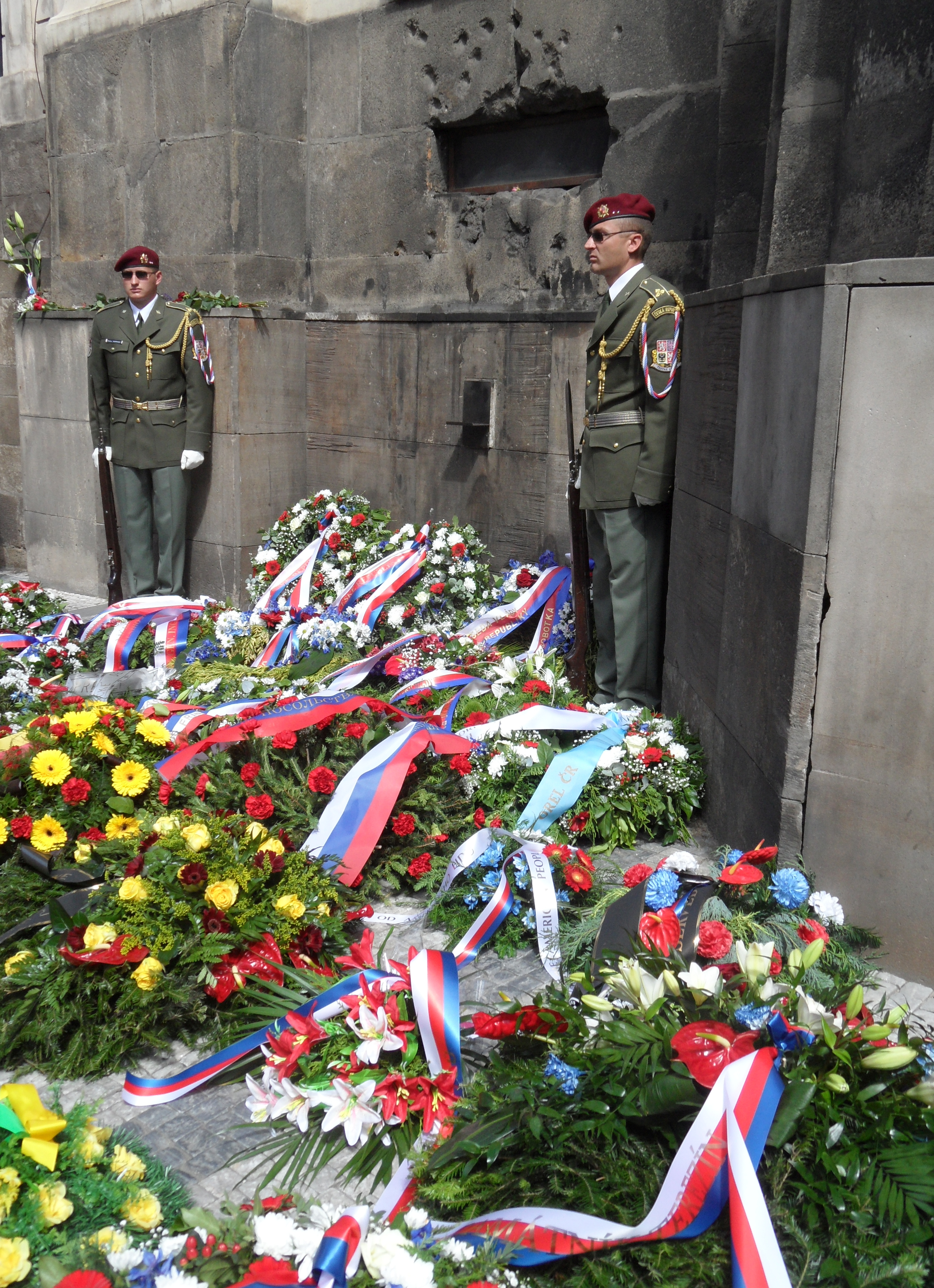
Gedenktafel (Foto 2017)

An der nun einsetzenden Suche nach den Attentätern waren 300 deutsche Kriminalpolizisten und Gestapo-Männer, 600 deutsche Ordnungspolizisten und 1200 sogenannte Protektoratspolizisten beteiligt. Die Attentäter konnten mit der Hilfe zweier Prager Familien zunächst untertauchen und sich später mit Hilfe des Bischofs Gorazd in der Kirche St. Cyrill und Method in Prag verstecken (Name bis 1935 Borromäus-Kirche). Die deutschen Besatzungstruppen spürten sie erst auf, nachdem sich der tschechische Widerstandskämpfer Karel Čurda der Gestapo gestellt hatte. Er verriet den deutschen Sicherheitsorganen für das Kopfgeld von 500.000 Reichsmark die Adressen von mehreren „sicheren Häusern“. Darunter befand sich das Haus der Familie Moravec in Žižkov, das die Deutschen am 17. Juni 1942 stürmten. Während der Durchsuchung nahm sich Frau Moravec mit einer Zyankali-Kapsel das Leben. Ihr Mann gab bei den Verhören nichts preis. Ihr Sohn Ata Moravec, der sich auf einer Reise befunden hatte, wurde nach der Verhaftung während des Verhörs seelisch gefoltert. Der Untersuchungsführer, der Gestapo-Kommissar Heinz Pannwitz stellte ihm in einem Glas den in Formalin eingelegten Kopf seiner Mutter hin und drohte ihm, dass er auch noch den „Kopf seines Vaters haben könne“, wenn er nicht gestehe. Darauf brach Ata Moravec zusammen und verriet das Versteck in der Kirche.
Daraufhin wurde die Kirche unter dem Befehl des SS-Brigadeführers und Befehlshaber der Waffen-SS im Protektorat Böhmen und Mähren, Karl von Treuenfeld, in den frühen Morgenstunden des 18. Juni 1942 von 800 SS-Männern großflächig abgeriegelt, um sie zu stürmen. Einer der daran beteiligten SS-Angehörigen, Fritz Swoboda, schilderte seinem Zellenkameraden in einem US-Gefangenenlager zwei Jahre später, wie der Sturm vor sich ging. Nachdem die Aufforderung, sich zu ergeben, von den Attentätern und weiteren Partisanen, insgesamt sieben Personen, mit Flüchen und dem Absingen der tschechischen Nationalhymne beantwortet worden war, wurde die Kirche zunächst von anliegenden Gebäuden aus beschossen, wobei auch Maschinengewehre zum Einsatz kamen. 
Nach einem zweistündigen Feuergefecht und dem Eindringen des deutschen Kommandos in das Kircheninnere waren bereits drei Attentäter, darunter Kubiš, tot. Die Kämpfe verlagerten sich nun in die Krypta der Kirche, wohin Gabčík mit den letzten drei Überlebenden geflüchtet war. Nachdem die SS Tränengas eingeleitet und mit Hilfe der Feuerwehr die unterirdischen Räume des Gotteshauses mit Wasser zu fluten begonnen hatte, nahmen sich schließlich alle noch lebenden Attentäter das Leben. Nach sieben Stunden um etwa 11 Uhr endeten die Gefechte mit dem Tod des letzten Widerstandskämpfers. Im offiziellen Bericht von Treuenfelds werden nur drei Tote erwähnt, keine Verletzten. Es gibt aber auch Angaben mit höheren Verlustzahlen. Der Historiker Haasis hält die Angabe des Filmemachers und Journalisten Janusz Piekałkiewicz von 14 Toten und 21 teils Schwerverwundeten in dessen Kompilationsfilm über das Attentat für unglaubwürdig.
Der Bischof der St.-Cyrill-und-Method-Kirche, Gorazd (Matěj Pavlík), wurde am 27. Juni 1942 von den deutschen Besatzungsbehörden festgenommen. Am 3. September desselben Jahres wurde er mit drei weiteren Mitarbeitern in einem Schauprozess zum Tode verurteilt und einen Tag später auf dem Schießplatz Kobylisy von einem Erschießungskommando (Peloton) exekutiert. Gorazd wird von der Orthodoxen Kirche als Märtyrer verehrt.
Über dem Fenster der Kirche – aus dem die Attentäter das Gefecht mit der SS geführt hatten – befindet sich neben den Einschusslöchern eine Gedenk- und Erinnerungstafel.

## Vergeltungsmaßnahmen
Als Racheakt zerstörten deutsche Polizeikräfte unter Mitwirkung der tschechischen Gendarmerie zwei komplette Ortschaften: Lidice am 10. und Ležáky am 24. Juni 1942. Alle Einwohner wurden dabei getötet oder verschleppt. An dieser Terroraktion beteiligt waren die Gestapo, der SD, die Schutzpolizei unter dem Kommando von SS-Offizieren, eine Sonderkommission und der Befehlshaber der Sipo in Prag. Dieses Vorgehen war Bestandteil der als Sonderaktion durchgeführten massiven Vergeltungsmaßnahmen, die unter dem Kommando des Befehlshabers der Sicherheitspolizei und des SD (BdS) für Prag, SS-Standartenführer Horst Böhme stand. Darüber hinaus wurden landesweit Hunderte von Tschechen festgenommen, jeglicher Widerstand sowie seine Organisationen auf das härteste bekämpft, die tschechische Bevölkerung terrorisiert und eine große Anzahl der Inhaftierten in Konzentrationslager nach Deutschland deportiert.

## Politische Konsequenzen

### Auf tschechoslowakischer Seite
In einer vom tschechischen Verteidigungsministerium im Jahr 2002 herausgegebenen Publikation wird die Operation Anthropoid in einen geopolitischen Zusammenhang gerückt. Nach der Ausschaltung Heydrichs und den blutigen Repressalien der Nationalsozialisten gegen die tschechische Bevölkerung revidierte die britische Regierung ihre Haltung zum Münchner Abkommen. Am 5. August 1942 sandte der britische Außenminister Anthony Eden dem tschechoslowakischen Außenminister Jan Masaryk ein Schreiben, mit dem Großbritannien seine Zustimmung zum Münchner Abkommen und damit zur Abtrennung des Sudetenlandes widerrief. 
Am 29. September 1942 unterzeichnete Außenminister Masaryk – in Anwesenheit von General Charles de Gaulle und des Exil-Premierministers Jan Šrámek – eine Proklamation der Französischen Nationalversammlung, in welcher das Münchener Abkommen von Anfang an als null und nichtig erklärt wurde. Damit war die Grundlage dafür gelegt, dass die Tschechoslowakei im Jahr 1945 in ihren ursprünglichen Grenzen vor 1938 wieder errichtet werden konnte. Die Publikation von Michal Burian, Aleš Knížek, Jiři Rajlich und Eduard Stehlík endet mit dem Satz: „Die Mission der Fallschirmoperation Anthropoid wurde erreicht.“

### Auf Seiten des NS-Staates
Einen Monat nach Heydrichs Tod wurde die Reinhard-Heydrich-Stiftung gegründet. Sie sollte die „Germanisierung“ des Protektoratsgebiets vorantreiben und die deutsche Besetzung des tschechischen Territoriums rechtfertigen.
Der Vorname des Organisators der Wannseekonferenz wurde anschließend für einen Tarnnamen genutzt: Als Aktion Reinhardt bezeichnete die SS den systematischen Massenmord an den Juden und Roma des Generalgouvernements im deutsch besetzten Polen. Dabei kamen zwischen Juli 1942 und Oktober 1943 fast zwei Millionen Menschen ums Leben, vorwiegend in speziell dazu errichteten Vernichtungslagern. So verknüpften die Nationalsozialisten Heydrichs Namen für immer mit dem Menschheitsverbrechen des Holocaust.

## Gedenken

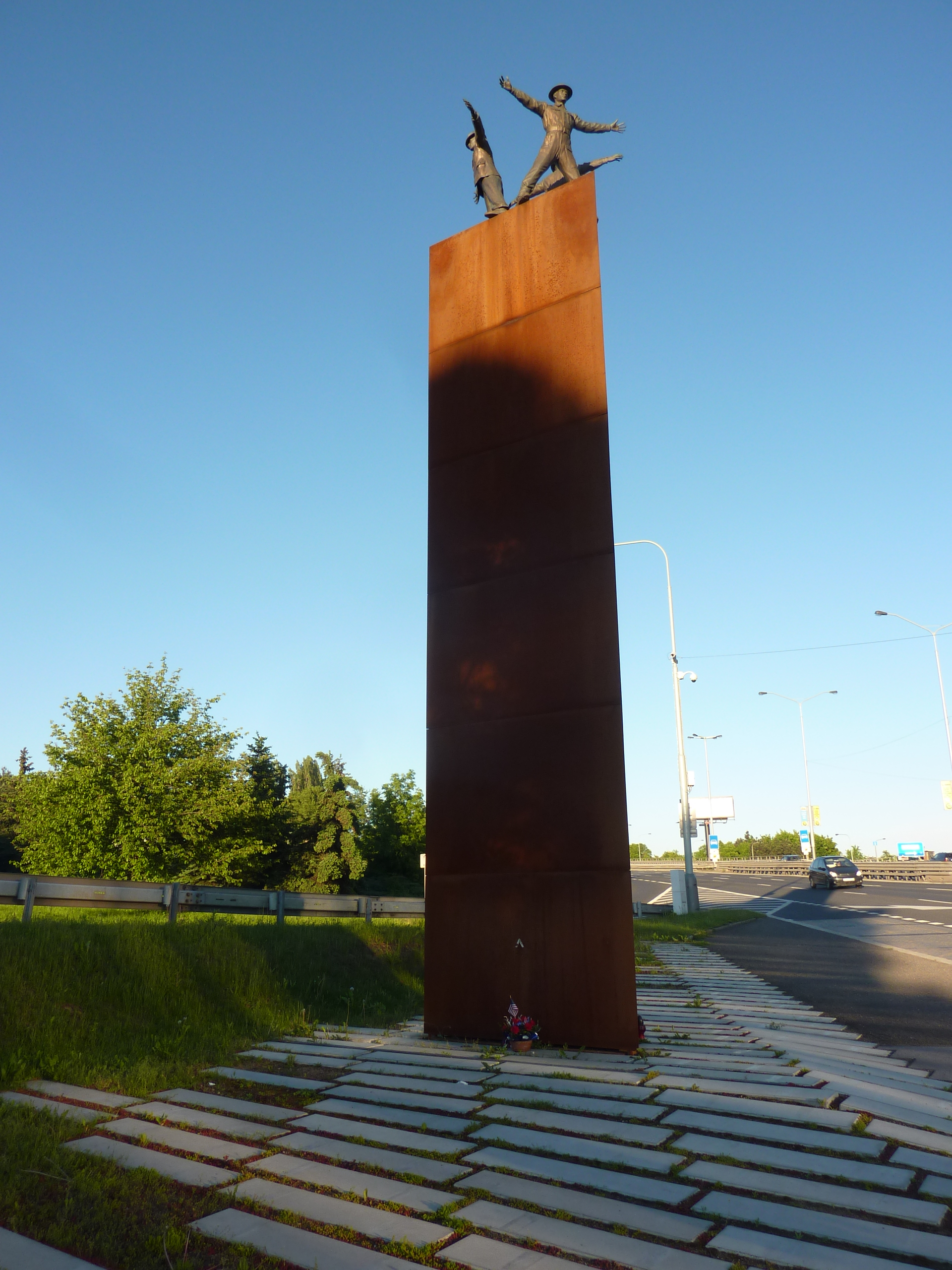
Gedenksäule in Prag am Ort des Attentats auf Heydrich (Foto 2013)

In der Krypta von St. Cyrill und Method in Prag wurde nach der Befreiung der Tschechoslowakei eine Gedenkstätte für Jan Kubiš und Jozef Gabčík sowie fünf weitere Kämpfer errichtet. In der Krypta stehen die Büsten der Beteiligten, versehen mit Erinnerungstafeln. Die beiden Widerstandskämpfer wurden nach dem Krieg als Nationalhelden ihres wiederhergestellten Landes verehrt. Mehrere Orte und Straßen in Tschechien und der Slowakei tragen heute ihre Namen. Im Jahr 2009 wurde am Ort des Attentats die Gedenkstätte Operation Anthropoid errichtet, die von den Bildhauern David Moješčík und Michal Šmeral sowie zwei Architekten gestaltet wurde.

## Filme
- Hangmen Also Die! (USA 1943)
- Hitler’s Madman (USA 1943)
- The Silent Village (Großbritannien 1943)
- Das Attentat (Tschechoslowakei 1964)
- Das Attentat - Heydrich in Prag (BRD 1967; Regie Rolf Hädrich, Drehbuch Peter Adler)[16]
- Das Attentat auf Reinhard Heydrich. Kompilationsfilm 1967/1992 von Janusz Piekalkiewicz.
- Das Sonderkommando – Tötet Heydrich (USA/UK/Tschechoslowakei 1975)
- Operation Anthropoid (Tschechien/Vereinigtes Königreich/Frankreich 2016; Regie Sean Ellis)
- Die Macht des Bösen (Frankreich 2016; nach dem Roman HHhH von Laurent Binet)

Spiele
- Attentat 1942 (2018), tschechisches Videospiel der Sparte Serious Games